# Jan-Baptist Xavery
Jan-Baptist Xavery (Antwerpen, 30 maart 1697 – Den Haag, 19 juli 1742) was een uit Antwerpen afkomstige beeldhouwer, die zich vestigde in Den Haag als hofbeeldhouwer van stadhouder Willem IV. Xavery geldt als de belangrijkste 18e-eeuwse beeldhouwer van de Noordelijke Nederlanden.

## Levensloop
Xavery kwam uit een Antwerpse beeldhouwersfamilie: hij was een zoon van Albert Xavery, oomzegger van Pieter Xavery en kleinzoon van Jeronimus Xavery, die allen beeldhouwer waren. Na door zijn vader te zijn opgeleid ging Xavery werken in Wenen en later in Italië. In 1723 kwam hij in Den Haag terecht, waar hij hofbeeldhouwer van stadhouder Willem IV werd. In 1725 werd hij als 'meester' toegelaten tot Confrerie Pictura. Hij vervaardigde vooral portretsculpturen in terracotta, ivoor, en marmer. Sommige werken van hem zijn nog te bewonderen, onder andere twee bustes in het Haagse Mauritshuis en de Sint-Petrusbasiliek in Boxmeer.
Xavery trouwde met Maria Christine Robart, dochter van een goudsmid. Uit dit huwelijk werden Jacob en Frans Xavery geboren, die beiden kunstschilders werden.

## Werken

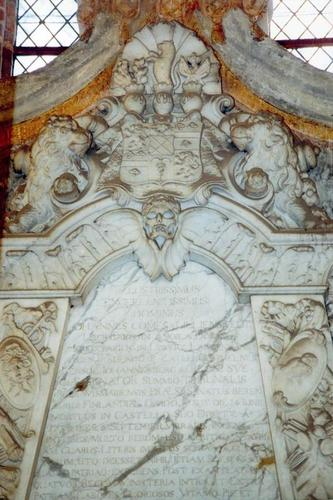
1732: Grafmonument voor  graaf Johan Paulinus Lillienstedt, Marienkirche (Stralsund)
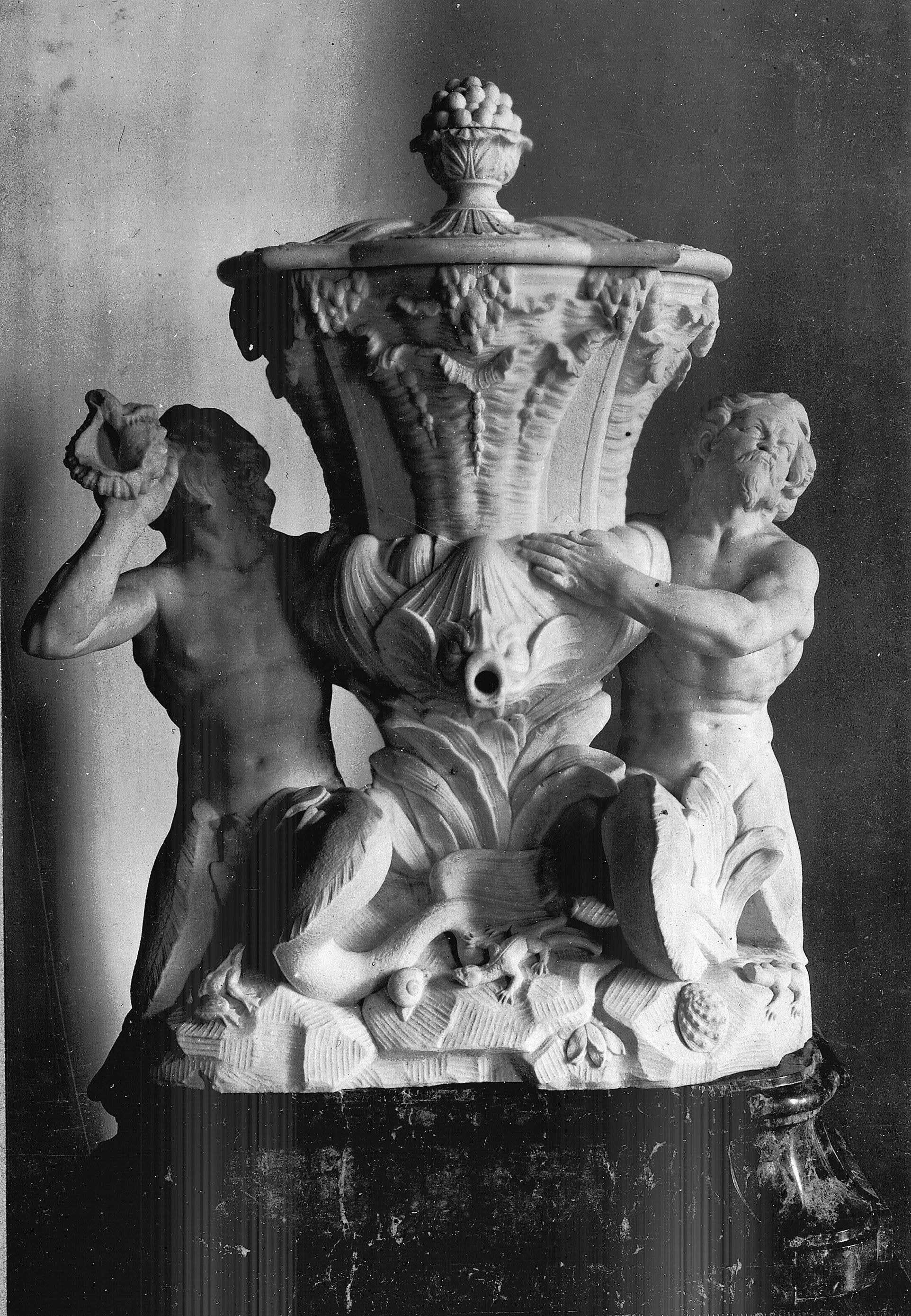
1732: Fontein met twee Tritons, Paleis Huis ten Bosch, Den Haag
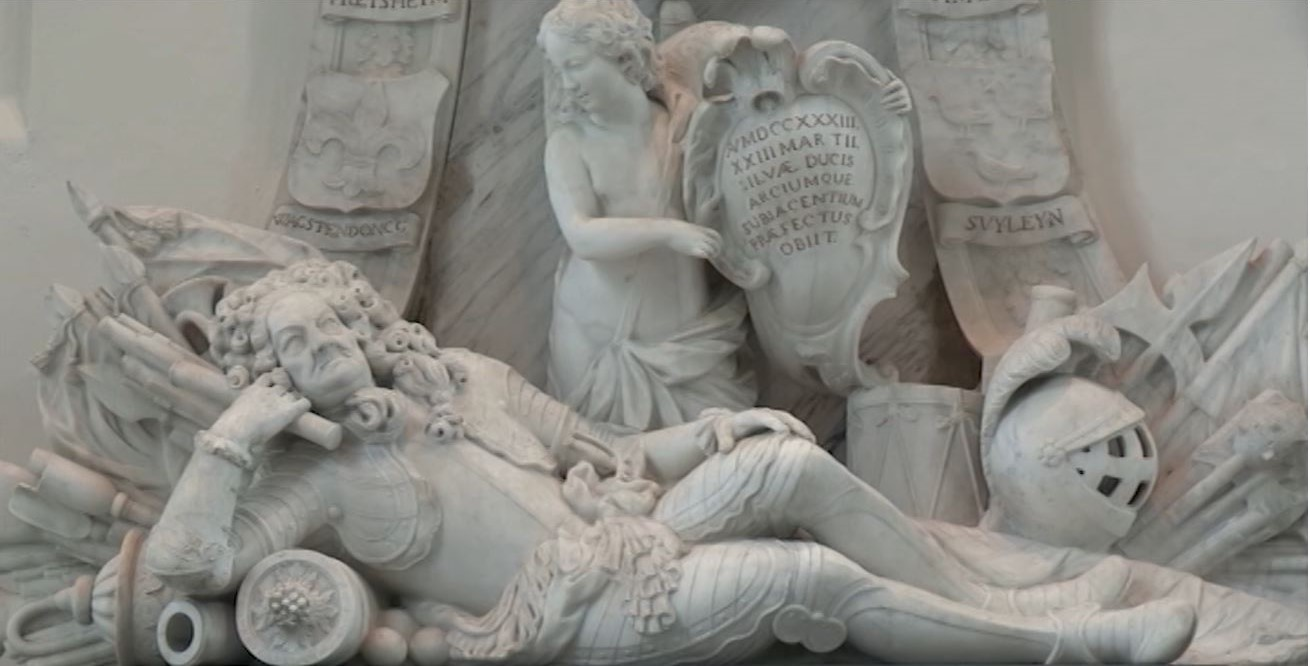
1733: Grafmonument voor baron Johan Theodoor van Freisheim, Grote of Sint-Catharinakerk, Heusden
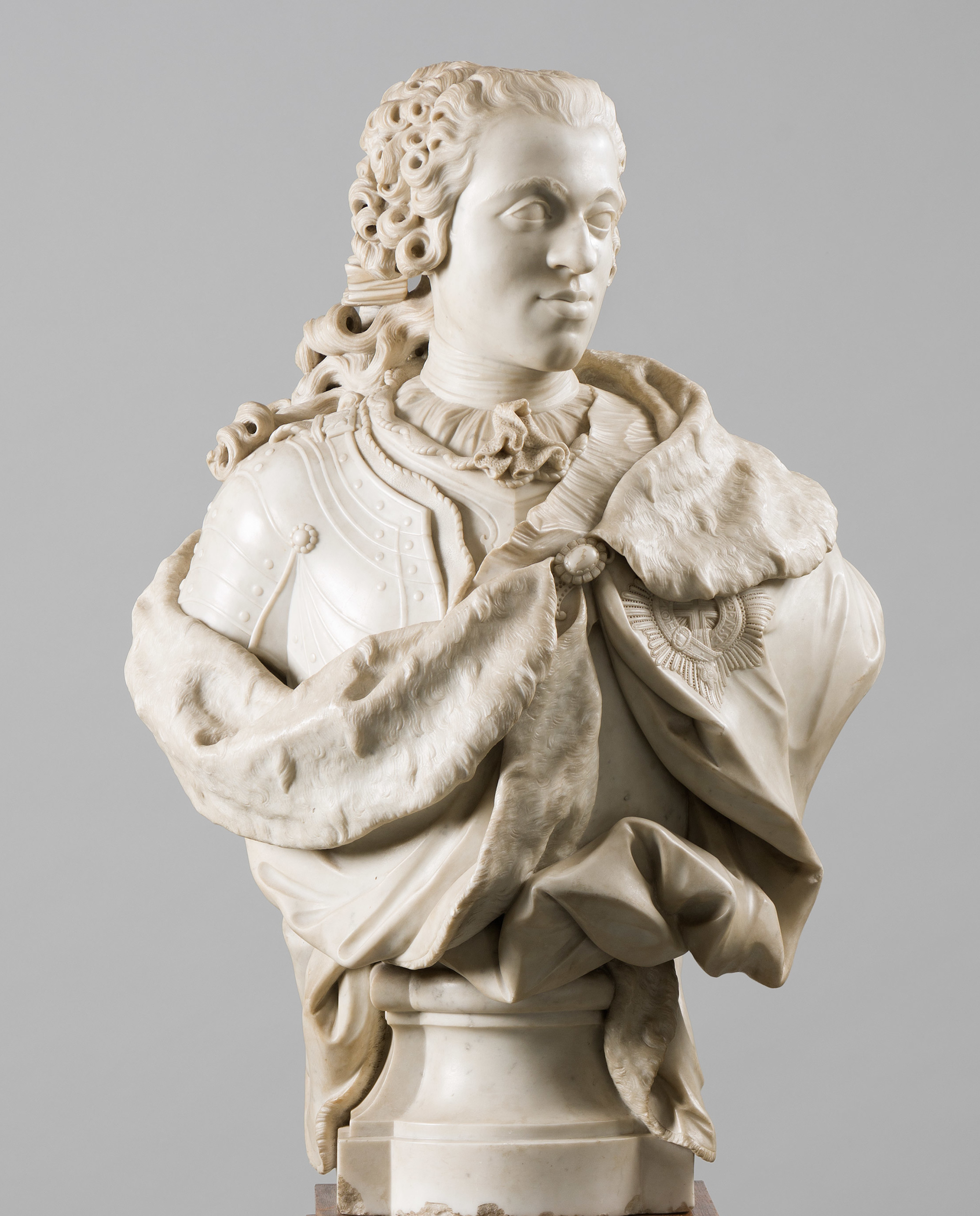
1733: Buste van Willem IV van Oranje-Nassau, collectie Mauritshuis, Den Haag
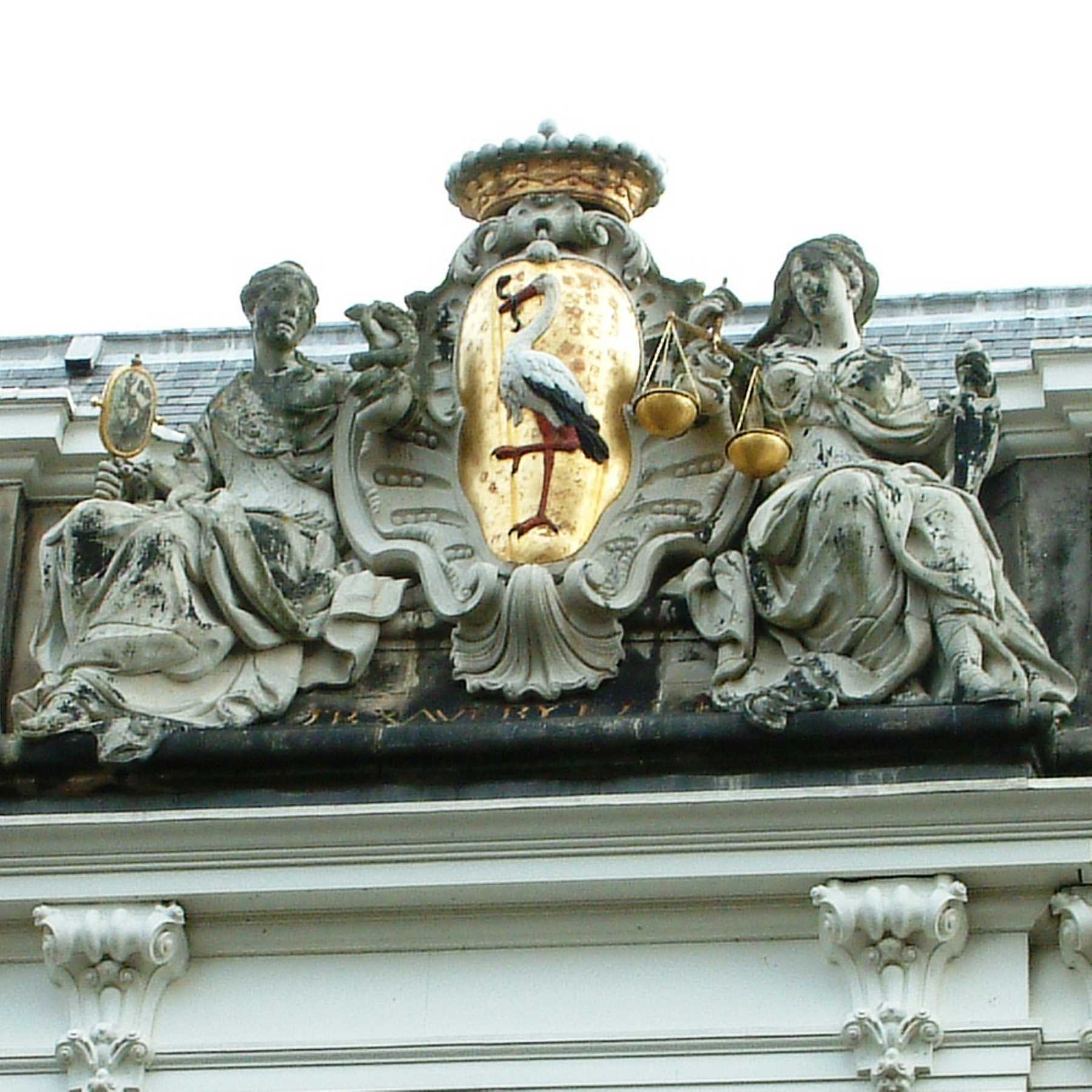
1734: Gebeeldhouwd wapen van Den Haag tussen twee beelden, de gerechtigheid en de voorzienigheid voorstellende, op een vleugel van het Oude stadhuis van Den Haag
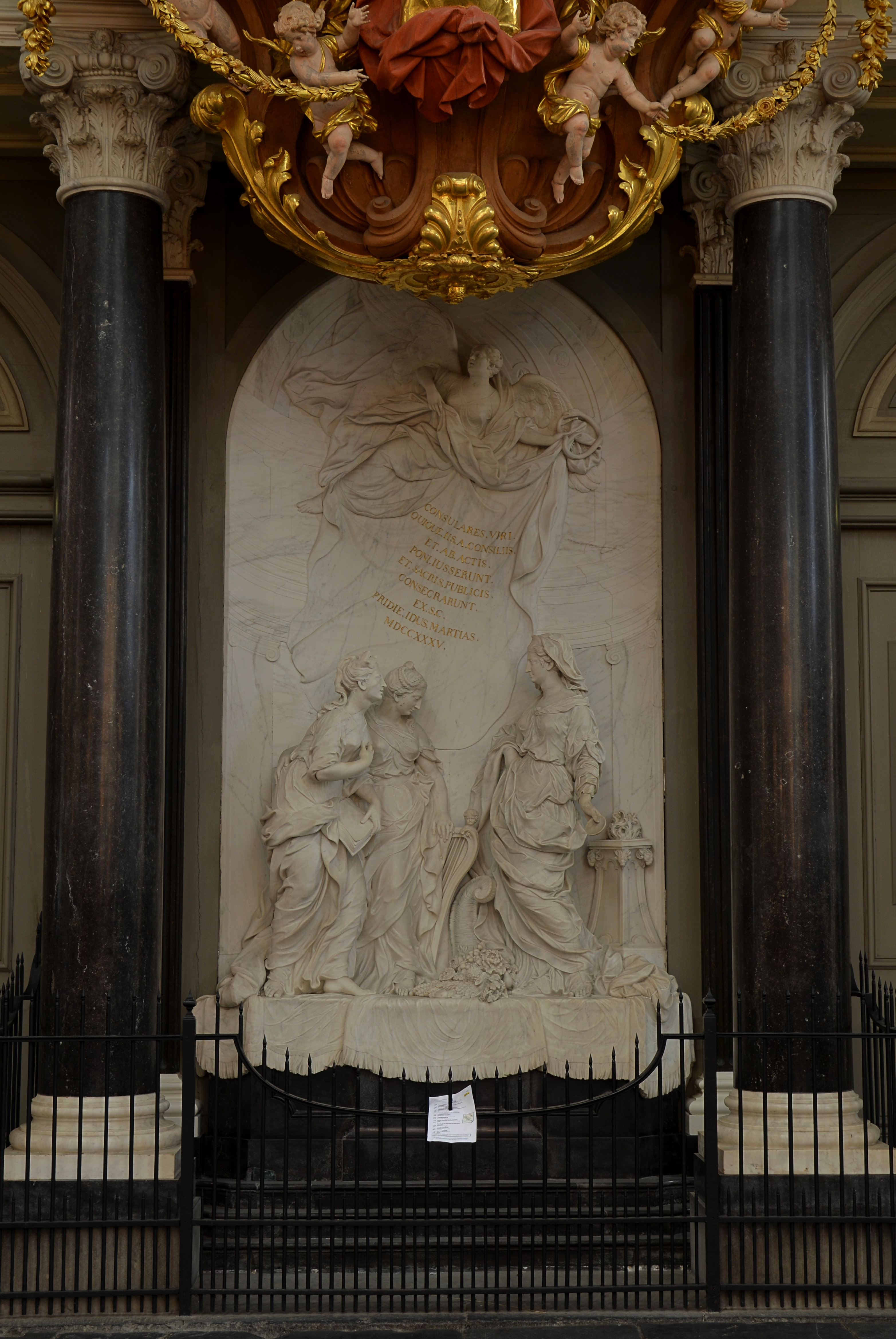
1735: Marmeren allegorisch reliëf, onderdeel van het Hoofdorgel van de Grote of Sint-Bavokerk in Haarlem
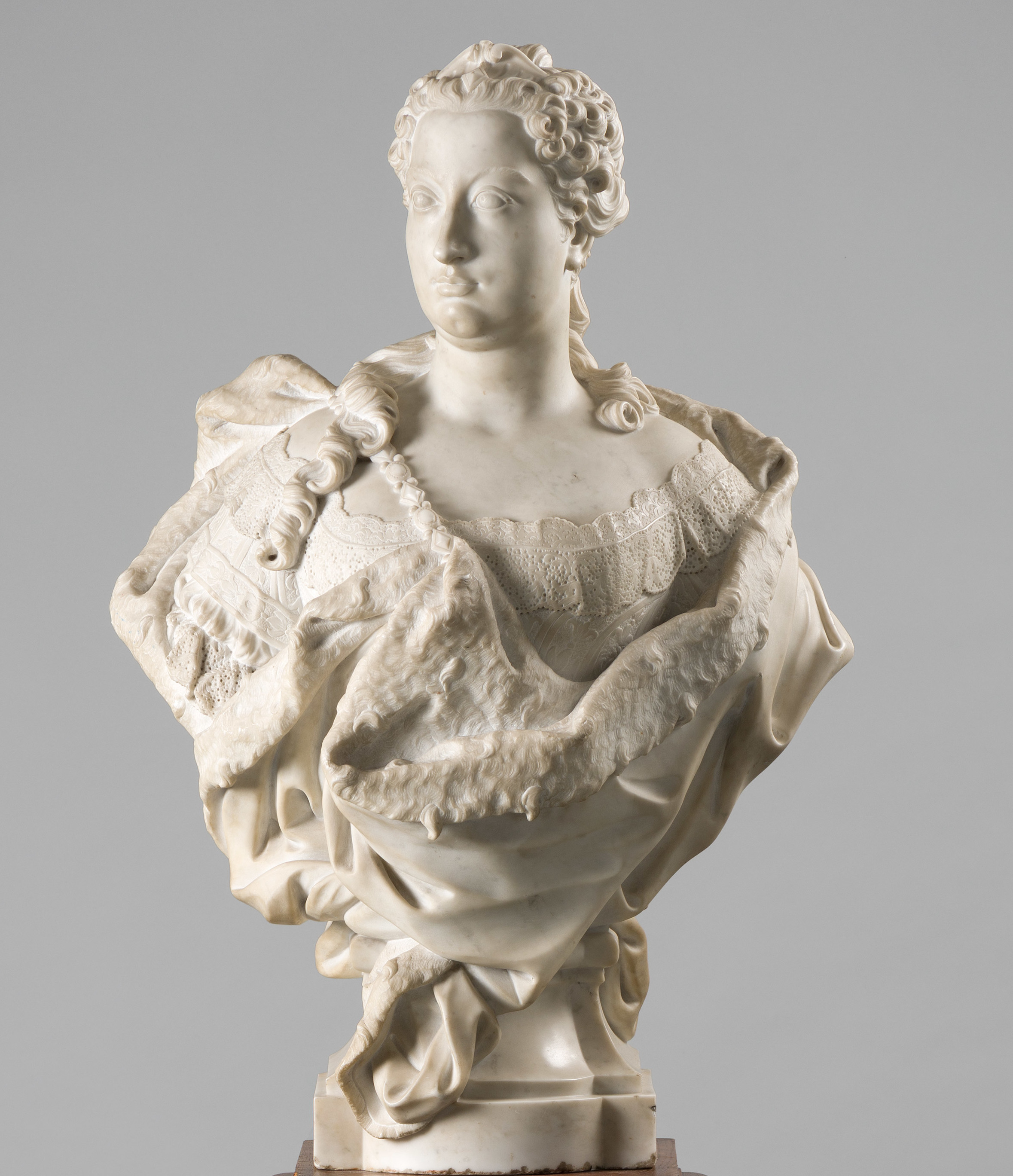
1736: Buste van Anna van Hannover, collectie Mauritshuis, Den Haag
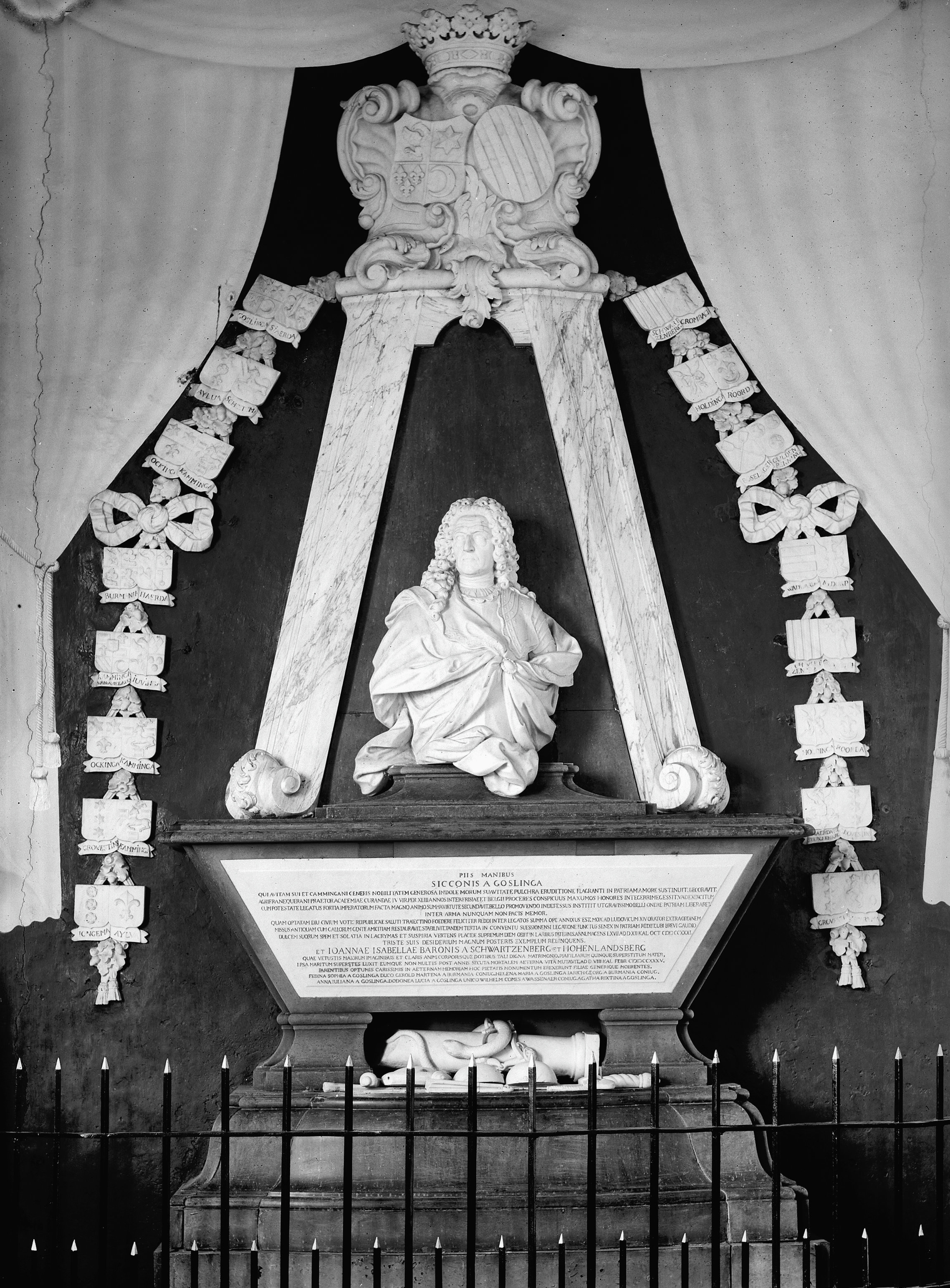
1737: Grafmonument voor Sicco van Goslinga en Joanne Isabelle barones thoe Schwartzenberg und Hohenlansberg, kerk van Dongjum
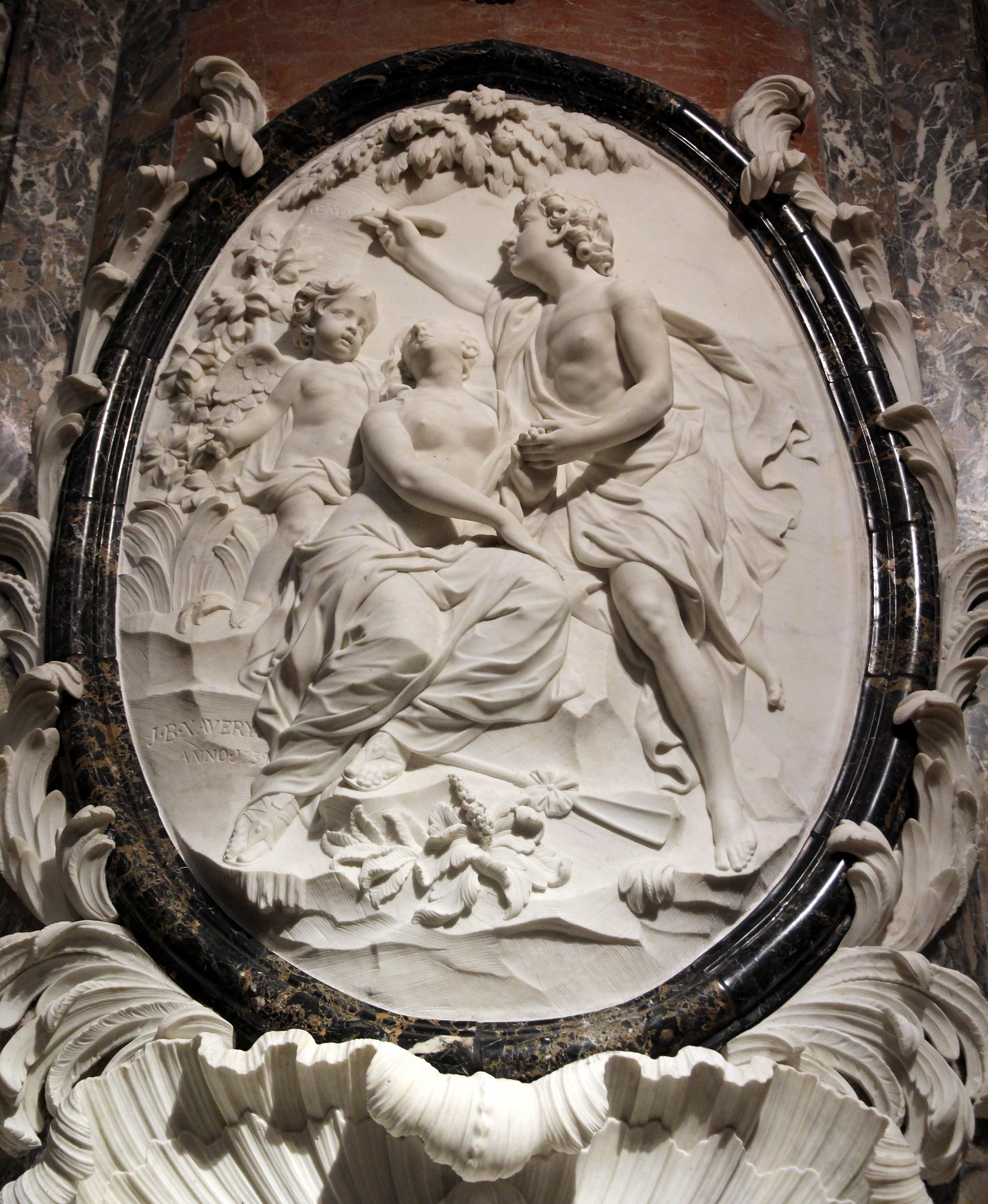
1739: Reliëf met Paris en Oinone, collectie Rijksmuseum Amsterdam, afkomstig uit Huis van Leyden
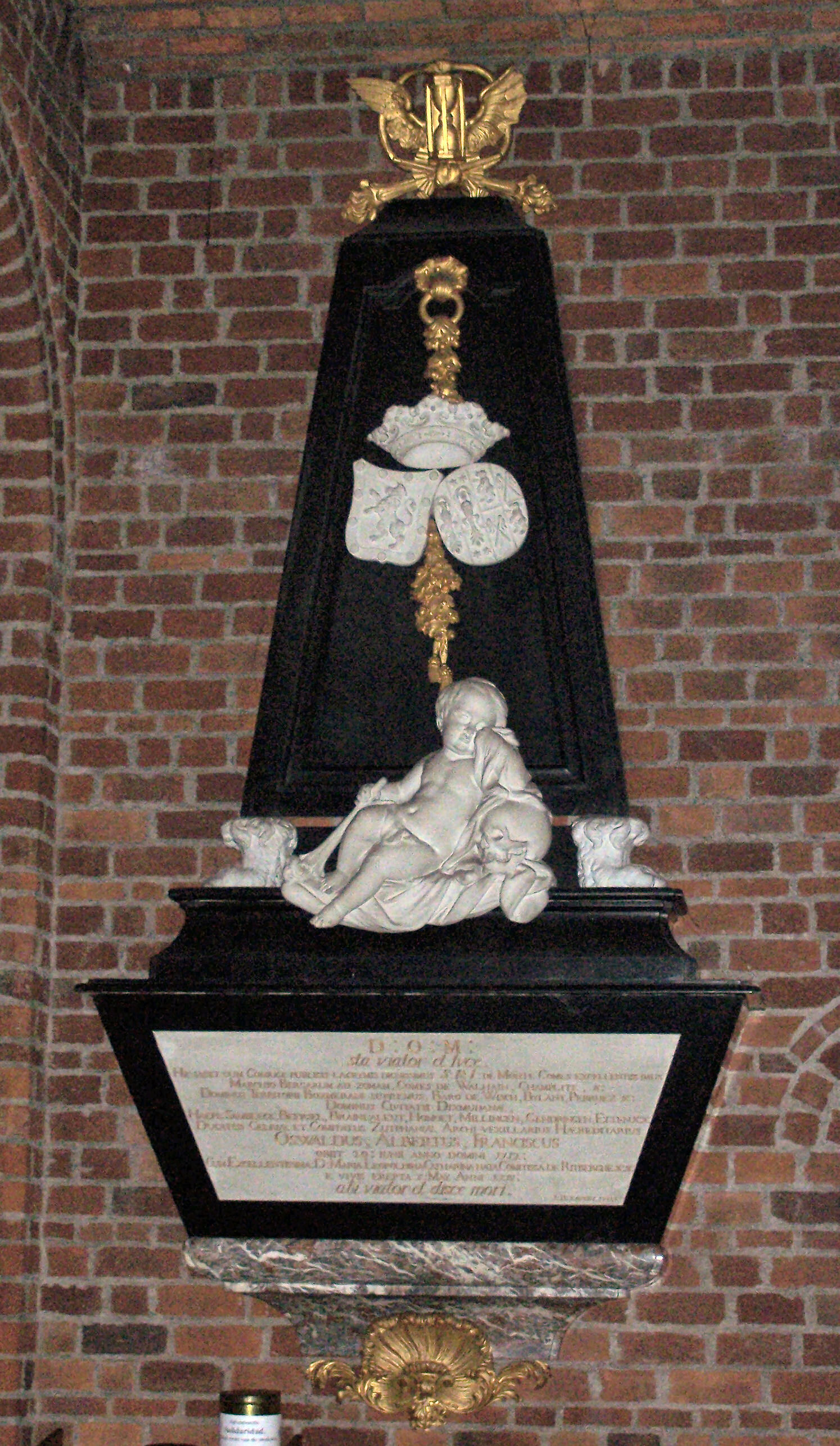
1741: Grafmonument voor graaf Oswald III van den Bergh in de Sint-Petrusbasiliek (Boxmeer)
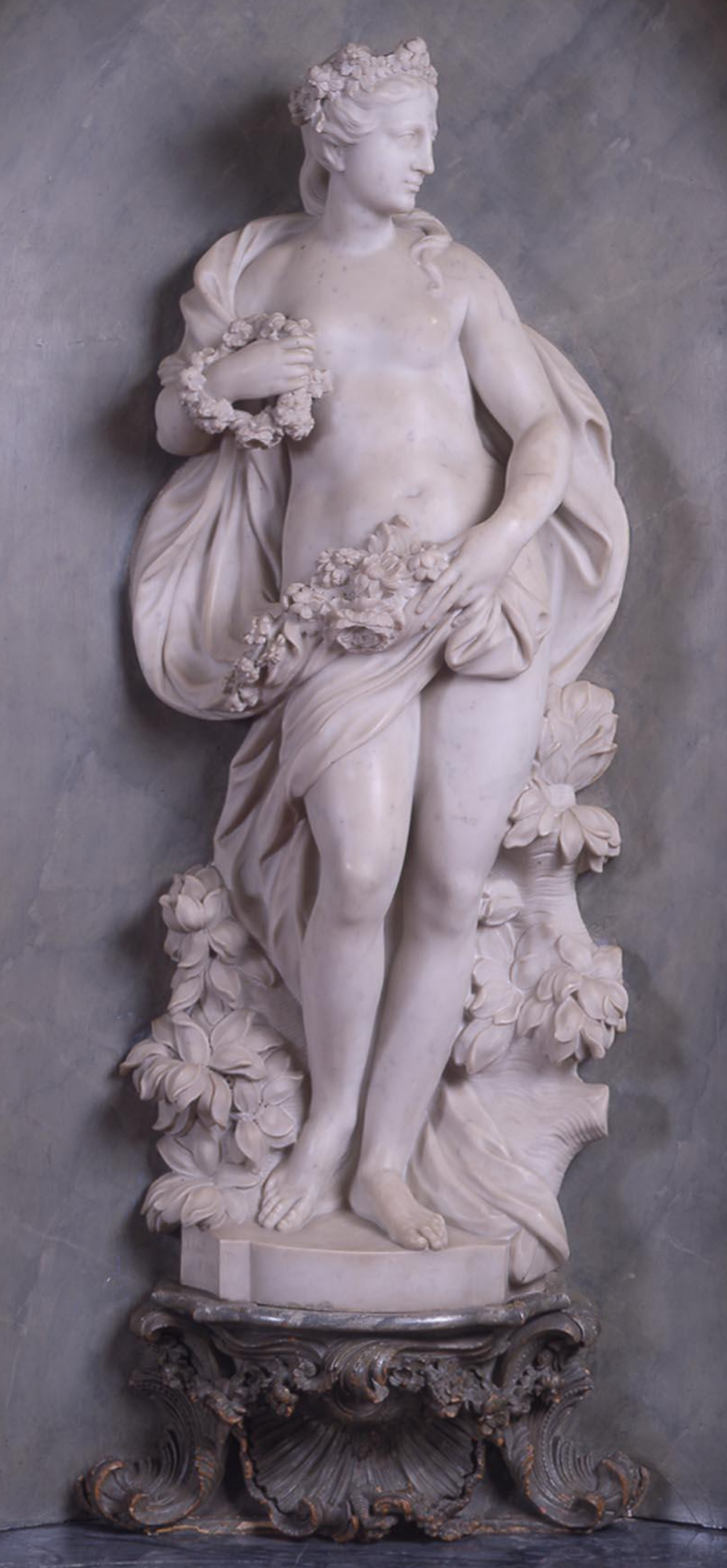
1742:Beeld van Flora, collectie Waddesdon Manor, Verenigd Koninkrijk
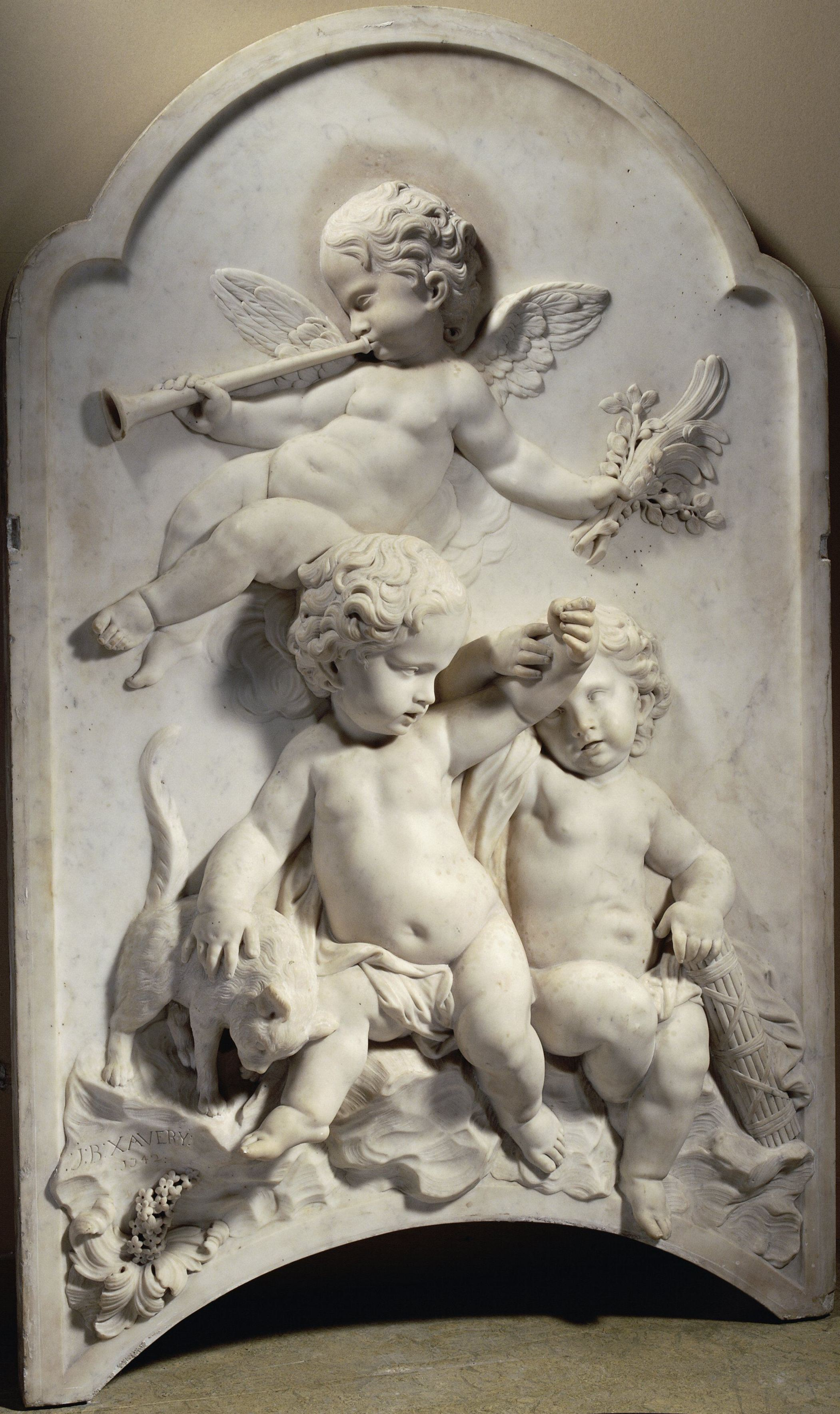
1742: Schoorsteenstuk met putti: Fama, Libertas en Concordia, collectie Rijksmuseum Amsterdam

- Bibliothèque nationale de France: cb17116760r (data)
- Biografisch Portaal: 66280380
- Gemeinsame Normdatei: 137150245
- International Standard Name Identifier: 0000 0000 6689 7333
- KulturNav: 89c7084b-c855-434a-a546-e7ea41372b0a
- Nederlandse Thesaurus van Auteursnamen: 373490038
- RKD-Nederlands Instituut voor Kunstgeschiedenis: 96308
- Union List of Artist Names: 500051928
- Virtual International Authority File: 81381474
- WorldCat: E39PBJhmFRgXXjxQRcqBbrCfbd